# Mallory Knox
Mallory Knox — англійський альтернативний рок-гурт з Кембриджа. У 2013 році вони випустили дебютний альбом Signals, який досяг 33 місця в чартах альбомів Великобританії. Другий альбом Asymmetry вийшов 27 жовтня 2014 року та досяг №16 у UK Album Chart. Пізніше вони випустили третій альбом Wired 10 березня 2017 року. Їх четверта платівка, Mallory Knox, вийшла 16 серпня 2019 року, після чого вони оголосили про прощальний тур.
24 грудня 2023 року Slam Dunk оголосив, що Mallory Knox повернеться для ексклюзивного сету на їхніх фестивалях у 2024 році на півночі та півдні у складі п'яти оригінальних учасників.

## Історія

### 2009–2012: заснування, перші релізи та підписання контракту з A Wolf at Your Door Records
Гурт був створений у серпні 2009 року гітаристом Джо Савінсом і барабанщиком Дейвом Ролінгом, до яких приєдналися вокаліст Майкі Чепмен, басист Сем Дуглас і ритм-гітарист Джеймс Джиллетт. Усі учасники раніше грали в різних місцевих гуртах. Гурт заявив, що їхня назва походить від персонажа з фільму «Природжені вбивці», сказавши: «Ми хотіли ім'я персонажа, бажано когось із темним краєм і темною стороною, і ми збиралися вибрати Доріана Ґрея, але в той час вийшов банальний голлівудський фільм про Доріана Ґрея, тому ми обрали Меллорі».
Приблизно після 3 місяців написання пісень гурт почав грати місцеві концерти в Кембриджі приблизно в листопаді 2009 року. Вони продовжили запис дебютного мініальбому Pilot на Studio Glasseye за участи продюсера Дена Ланкастера (We Are The Ocean, Lower Than Atlantis). Гурт підписав контракт з A Wolf At Your Door Records і випустив мініальбом для безкоштовного завантаження 4 липня 2011 року.
Пізніше гурт грав по Великобританії під час свого першого туру з Never Means Maybe, а також отримав підтримку бренду енергетичних напоїв Rockstar. Випуск їхнього першого музичного кліпу «Oceans» посів 2-ге місце в чарті Scuzz з найбільшою кількістю запитів. Тоді було оголошено низку турів на перший квартал 2012 року.

### 2012–2014:Signals
Гурт виступав на Download Festival у червні 2012 року, а потім протягом листопада та грудня гурт підтримував рок-гурт Canterbury у Великобританії. Протягом 2012 року гурт випустив серію синглів через A Wolf At Your Door (зокрема «Death Rattle», «Wake Up», «Lighthouse», «Beggars» і «Hello»), а 21 січня 2013 року гурт випусти дебютний повноформатний альбом Signals. Він досяг 33 місця в чартах альбомів Великобританії. Mallory Knox вирушили підтримувати Don Broco під час туру Priorities Tour з лютого до початку квітня 2013 року. Пізніше гурт вирушив у турне по Великій Британії у квітні, щоб просувати свій дебютний альбом.
Під час церемонії нагородження Kerrang! Awards 2013 Mallory Knox номінували на звання найкращого британського новачка, але вони поступились гурту Lower Than Atlantis. Гурт грав на фестивалі Slam Dunk у травні 2013 року. Потім вони грали на відкритті сцени на фестивалях у Редінгу та Лідсі в серпні. 7 жовтня 2013 року вийшла делюкс-версія Signals, що містила п'ять додаткових треків. Mallory Knox також підтримали Biffy Clyro 28 жовтня в Гілдфорді в рамках концертів Samsung Galaxy Studio.
Починаючи з 9 листопада 2013 року, гурт розпочав гастрольний тур Британією за підтримки гуртів Blitz Kids і Crooks. У грудні того ж року було оголошено, що гурт буде гастролюватиме з постгардкор-гуртом A Day to Remember разом із Every Time I Die та The Story So Far у Великій Британії в лютому 2014 року.

### 2014–2016:Asymmetry
В одному з номерів журналу Rocksound гурт заявив, що написав 16 пісень, але запланував 10 або 11 для нового альбому, а також повідомив, що альбом може вийти вже навесні того ж року. У квітні гурт виступив на фестивалі Slam Dunk, а пізніше на фестивалі Reading and Leeds у серпні 2014 року. 30 червня 2014 року були оприлюднені деталі другого студійного альбому гурту Asymmetry. Трек-лист, початкова дата релізу 13 жовтня 2014 року і деталі попереднього замовлення були оприлюднені напередодні виходу першого треку «QOD II», який був показаний на BBC Radio 1 кількома днями пізніше. Очікувану дату випуску пізніше змінили на 27 жовтня. У листопаді гурт здійснив турне по Великій Британії на підтримку нового альбому, кульмінацією якого стали два розпродані концерти в лондонському Electric Ballroom.
На початку 2015 року гурт вперше гастролював по Америці, виступаючи на підтримку Pierce The Veil і Sleeping With Sirens під час другого етапу світового туру. П’ять учасників повернулися до Великобританії в березні, щоб виступити хедлайнером фестивалю Takedown у Саутгемптонському університеті 2015 року. У травні вони оголосили, що другий альбом Asymmetry буде доступний у США в червні. 23 травня Mallory Knox зіграли на сцені In New Music We Trust Stage на BBC Radio 1 Big Weekend.
Влітку 2015 року Mallory Knox грали на всіх концертах Vans Warped Tour і оголосили про вихідний тур у Великій Британії на вересень за підтримки Set It Off і The Xcerts, включаючи найбільший хедлайн-шоу гурту в лондонському Roundhouse. 20 січня 2016 року Mallory Knox оголосили частиною фестивалю Slam Dunk.

### 2016–2018:Wired
На початку 2016 року Mallory Knox розпочали запис нового альбому.
2 листопада 2016 року гурт оприлюднив подробиці нової платівки Wired. Того ж дня відбулася прем’єра першого синглу «Giving It Up», а 9 листопада вийшов кліп на пісню.
13 січня 2017 року «Lucky Me» було оголошено другим синглом, після якого 20 січня вийшов «Better Off Without You».
Wired вийшов 10 березня 2017 року на RCA Records. Невдовзі після цього гурт розпочав британське турне з Lonely the Brave та Fatherson.
12 травня 2017 року Mallory Knox випустив кавер на пісню Coldplay «Yellow» у співпраці з благодійною організацією психічного здоров’я CALM (Campaign Against Living Miserably). Трек є частиною кампанії Torch Songs, метою якої є відзначення музики як потужного інструменту в боротьбі за психічне здоров’я.
5 серпня 2017 року гурт представив новий сингл «Sugar» напередодні своїх виступів на фестивалях у Редінгу та Лідсі.

### 2018–2019:Mallory Knoxі прощальний тур
14 лютого 2018 року вокаліст Майкі Чепмен покинув гурт та заснував новий гурт під назвою Black Sky Research. Інші учасники Mallory Knox оприлюднили заяву, в якій оголосили, що басист Сем Дуглас, співаючи разом із Чепменом, візьме на себе виконання обов’язків головного вокалу.
19 лютого 2018 року Mallory Knox представили нову пісню «Black Holes» і повідомили про початок роботи над новою платівкою.
15 травня 2019 року вони оголосили про вихід однойменного альбому та прем’єру нового синглу «White Lies». 10 червня гурт випустив другий сингл «Guts», а 15 липня пішла пісня «Livewire». 12 серпня було анонсовано п'ятий сингл «Wherever».
Нова платівка, Mallory Knox, вийшла 16 серпня 2019 року на A Wolf At Your Door Records. Того ж дня гурт почав гастрольний тур по Великобританії.
9 вересня 2019 року гурт опублікував заяву, в якій підтвердив, що розпадається після завершення майбутнього хедлайнерського туру Великобританією.

### 2023 — дотепер: возз’єднання
24 грудня 2023 року Slam Dunk оголосили про ексклюзивне возз’єднання Mallory Knox на  фестивалях Slam Dunk North і South у 2024 році, включаючи повернення оригінального вокаліста Майкі Чепмена вперше після його відходу в 2018 році. Відтоді вони оголосили про турне Asymmetry Anniversary UK, яке відбудеться 13-20 жовтня 2024 року.

## Дискографія
Студійні альбоми
- Signals (2013)
- Asymmetry (2014)
- Wired (2017)
- Mallory Knox (2019)

## Склад гурту
- Майкі Чепмен — вокал (2009–2018, 2024)
- Сем Дуглас — бас-гітара (2009–2019, 2024), спів-вокал (2009–2018, 2024), головний вокал (2018–2019)
- Джеймс Джиллетт — ритм-гітара, бек-вокал (2009–2019, 2024)
- Джо Савінс — гітара, бек-вокал (2009–2019, 2024)
- Дейв Ролінг — ударні (2009–2019, 2024)